# 야넬힐 산불

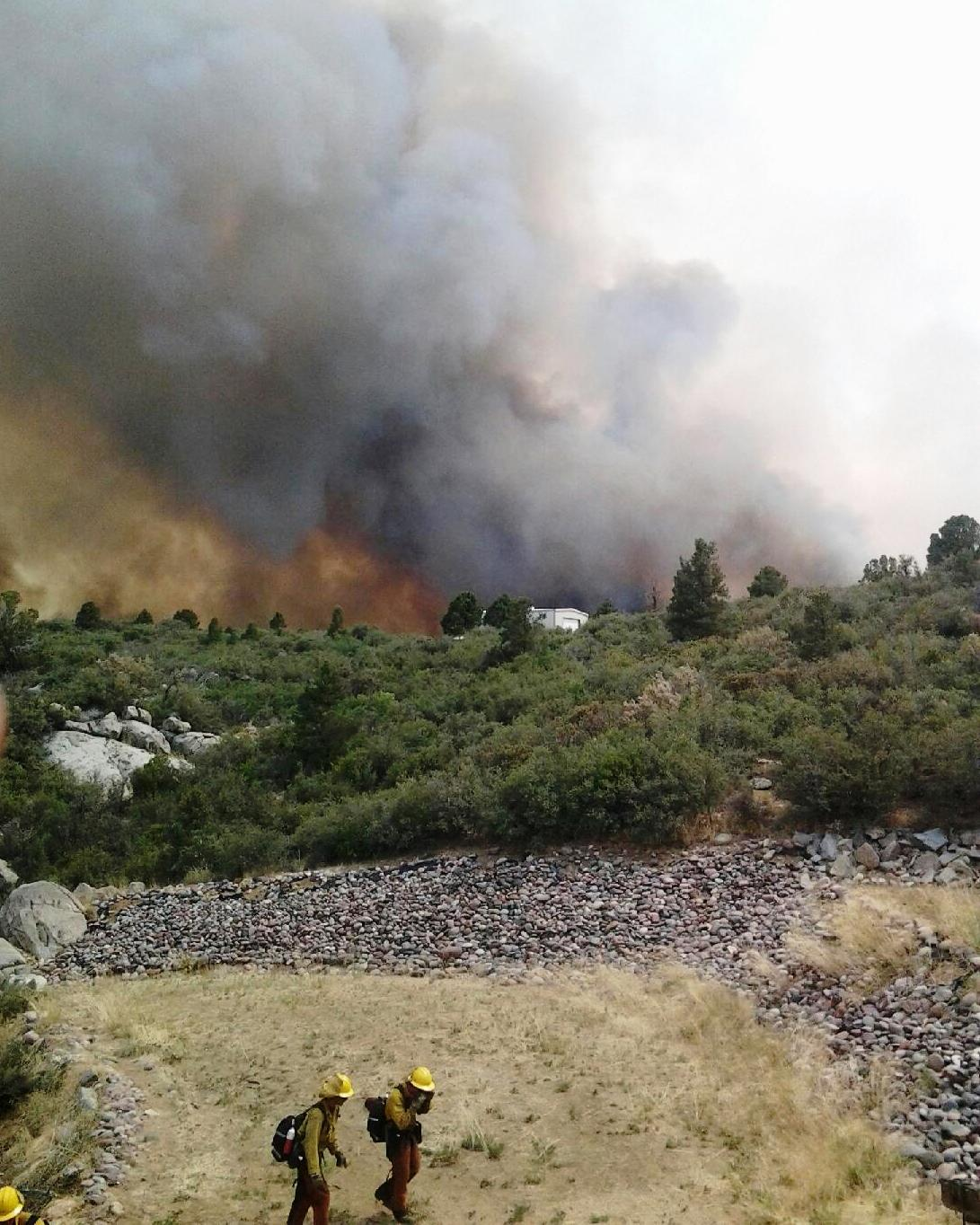

야넬힐 산불(영어: Yarnell Hill Fire)은 미국 애리조나주 야넬 지역에서 2013년 6월 28일 발생한 산불이다. 6월 30일, 산불을 진압하던 소방관 19명이 사망하였다.

## 배경
2013년 6월 28일 산악 표준시 기준 오후 5시 36분경, 건조한 번개가 잔디밭을 치면서 애리조나 주 야넬 인근에서 산불이 발생했다. 이틀 후, 바람이 거세지기 시작해서 불에 탄 면적이 300에이커에서 2,000에이커로 늘어났다. 이 지역에 영향을 미친 장기간의 가뭄과 황무지에서 발생한 화재가 이 재난의 원인이 되었다.
7월 1일까지 산불은 8,300에이커로 확대되었고, 이에 따라 카운티 관리들은 인근 마을 주민들에게 의무적인 대피 명령을 내렸다. 산불은 아직 진화되지 않았으며, 400명 이상의 소방관이 예비로 투입되었다. 7월 2일 현재, 산불은 8% 진압되었으며 확대될 조짐은 없다고 보고되었다. 7월 3일 현재 산불은 45% 진압되어 주민들은 안전하게 집으로 돌아갈 수 있었다. 7월 8일, 화재는 완전히 진압되었다.
야바파이 카운티 보안관 사무실은 산불로 인해 약 127개 건물이 파괴되었다고 밝혔다. 애리조나 주도 89호선의 약 25마일 구간이 주 정부에 의해 폐쇄되었으며, 산불이 진압될 때까지 폐쇄 상태가 유지되었다.
약 600명이 의무 명령에 따라 대피했다. 프레스콧의 야바파이 대학에 대피소가 설치되었고, 적십자사 회원들이 숙박을 위한 침대와 담요, 식사 및 의료 지원을 제공했다. 두 번째 대피소는 인근 위켄버그에 있는 위켄버그 고등학교에 마련되었는데, 주도 89호선이 폐쇄되어 일부 사람들이 첫 번째 대피소에 도달할 수 없게 되었기 때문이다. 적십자사 관계자는 351명이 대피소 중 한 곳에서 적어도 하룻밤을 보냈다고 밝혔다.

## 피해자들
산불이 발생한 날, 그래닛 마운틴이라는 이름의 전문 구조대가 이 사건에 대응했다. 이후 화재가 안전지대에 접근하자 제작진은 대피소를 설치해야 했지만, 산불의 열기는 화씨 2,000도를 넘어 제작진 전체를 전멸시킬 만큼 강했다. 이들의 이름은 7월 1일 구조대원들이 재로 변한 선원 중 19명을 공개하면서 확인됐다.
유일하게 살아남은 사람은 브렌던 맥도노라는 21세의 버림받은 청년이었는데, 그는 선원장 에릭 마쉬로부터 더 높은 곳으로 가서 견시 전문가로 일하라는 지시를 받았다. 브렌던은 결국 블루리지라는 또 다른 인기 여학생 친목 단체의 주장인 브라이언 프리스비에게 발견되었다. 두 사람은 다른 대원들을 따라잡기 위해 힘을 합쳤지만, 산불의 극심한 열기 때문에 뒤로 물러나야 했다. 화재가 진압된 후 헬리콥터가 화재 현장에 도착했다. 의료진이자 경찰관인 에릭 타르는 여러 화재 대피소의 잔해를 발견하고 승무원 19명이 모두 살아남지 못한 것으로 판단했다.

## 여파
이 재난이 끝난 직후, 애리조나 주지사 재니스 브루어는 이를 주요 화재 재난으로 선포했다. 이를 통해 애리조나는 화재로 인해 피해를 입은 개인과 가구에 광범위한 연방 지원 프로그램을 제공할 수 있게 되었다. 정확히 한 달 후, 브루어의 거주지 지원 요청은 거부되었고, 그녀의 항소도 기각되었다.
2013년 7월 7일, 야넬 힐 화재로 피해를 입은 지역에서 연방, 주, 지방 정부가 공동으로 피해 평가를 실시했다. 보고에 따르면 화재로 인해 116채의 주택이 피해를 입었으며, 93채의 주택이 파괴되었다고 한다. 영향을 받은 주택 중 38.3%가 보험에 가입되어 있었으며, 절반은 저소득 가구였다.
3개월에 걸친 조사 끝에 주 산림부는 2013년 9월 28일 보고서와 브리핑 영상을 공개했는데, 이 보고서에서는 19명의 소방관 사망 사건에서 부주의나 무모함의 증거가 발견되지 않았고, 소방관들이 전투 중 추락할 당시 난연제를 운반하던 항공기가 바로 머리 위를 지나가고 있었다는 사실이 밝혀졌다. 조사 결과, 무선 통신량이 많아서 무선 통신에 문제가 있었고, 일부 무전기에 적절한 톤 가드가 프로그래밍되어 있지 않았다는 사실이 밝혀졌다.
2013년 12월 4일, 직장 안전을 감독하는 애리조나 산업위원회는 주 산업 안전 보건부의 조사에 근거하여 주 산림부를 19명의 소방관 사망 사건의 책임자로 지목했다. 위원회는 주 소방 당국이 고의로 안전보다 재산 보호를 우선시했으며, 더 일찍 소방대를 철수했어야 했다고 밝혔다. 위원회는 559,000달러의 벌금을 부과했다.
지역 언론 기자인 리처드 브로디는 소방관과 그 생존자들에게 지급된 혜택이 보류된 사례가 많고, 지역 정치인, 일부 시민, 야넬 힐 화재로 사망한 소방관의 생존자들 사이에 소송과 악감정이 있다는 점을 지적했다.
사건으로 인해 사망한 19명의 승무원에 대한 조사가 의학 전문가에 의해 완료되기까지는 2015년이 걸렸다. 부검 결과, 대부분의 승무원의 체내에 알코올이 있었고, 소수의 승무원은 약물을 투여받았지만 알코올과 혼합되지 않은 상태였는데, 이것이 산불이 그들을 휩쓸기 전 실수에 주요한 역할을 했을 가능성이 있다.